# Irlands damlandslag i rugby union
Irlands damlandslag i rugby union representerar ön Irland (både Republiken Irland och Nordirland) i rugby union på damsidan. Laget har varit med i sju världsmästerskap och har som bäst blivit fyra, detta skedde vid världsmästerskapen 2014.